# Marion Créhange

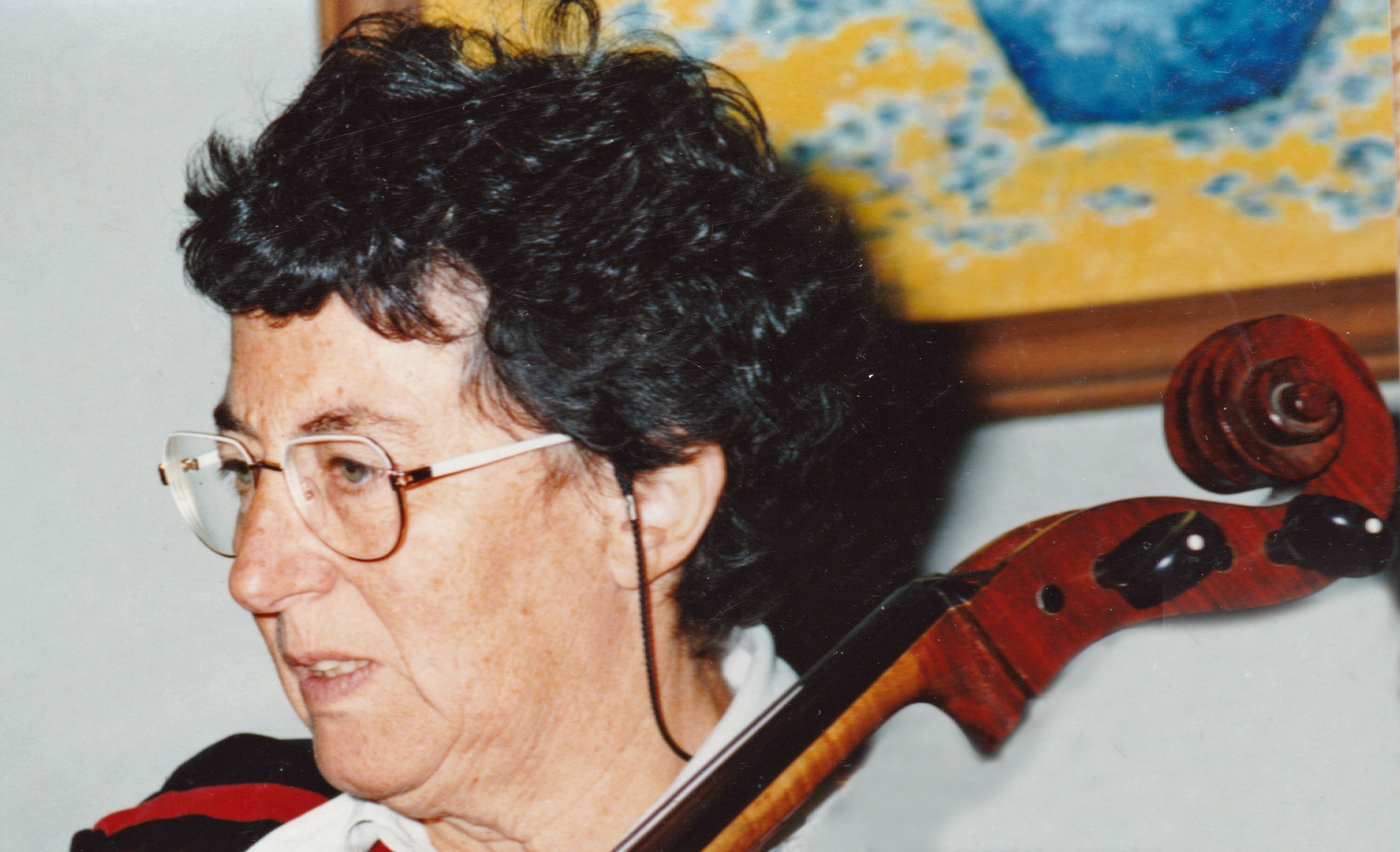
Marion Créhange (am Cello)

Marion Créhange, geboren als Marion Caen (* 14. November 1937 in Nancy; † 28. März 2022 in Vandœuvre-lès-Nancy) war eine französische Informatikerin und Professorin.
Als Pionierin der Informatik an der Universität Nancy war sie eine der ersten Personen, die 1961 in Frankreich eine Dissertation in Informatik verteidigte.
Sie war an der Gründung der Lehr- und Forschungseinheit für Mathematik und Informatik an der Universität Nancy-I beteiligt.

## Leben
Marion Créhange ist in Nancy geboren, wo sie ihren gesamten persönlichen und beruflichen Werdegang durchläuft.

### Studium
Nachdem sie 1958 einen Abschluss in Mathematik gemacht hatte, wurde sie im Februar 1959, noch während ihres Aufbaustudiums an der naturwissenschaftlichen Fakultät der Universität Nancy, verantwortliche Assistentin für praktische Rechenarbeiten.
Sie ist eine Pionierin der Informatik an der Universität Nancy, wo sie 1961 eine der ersten französischen Dissertationen in Informatik (nach der Doktorarbeit von Louis Cariou als Ingenieur im Jahr 1959) verteidigt: Structure du code de programmation, die das Optimal Symbolic Assembly Program (Paso) der IBM 650 verbessert. Die Dissertation befasst sich mit der Definition und Realisierung eines Makroassemblers und eines Programmierwerkzeugs.
Sie erhielt 1975 einen Doktortitel in Mathematik mit einer Dissertation mit dem Titel Description formelle, représentation, interrogation des informations complexes : Système PIVOINES, über die Unabhängigkeit von Daten in Datenbanken.

### Karriere

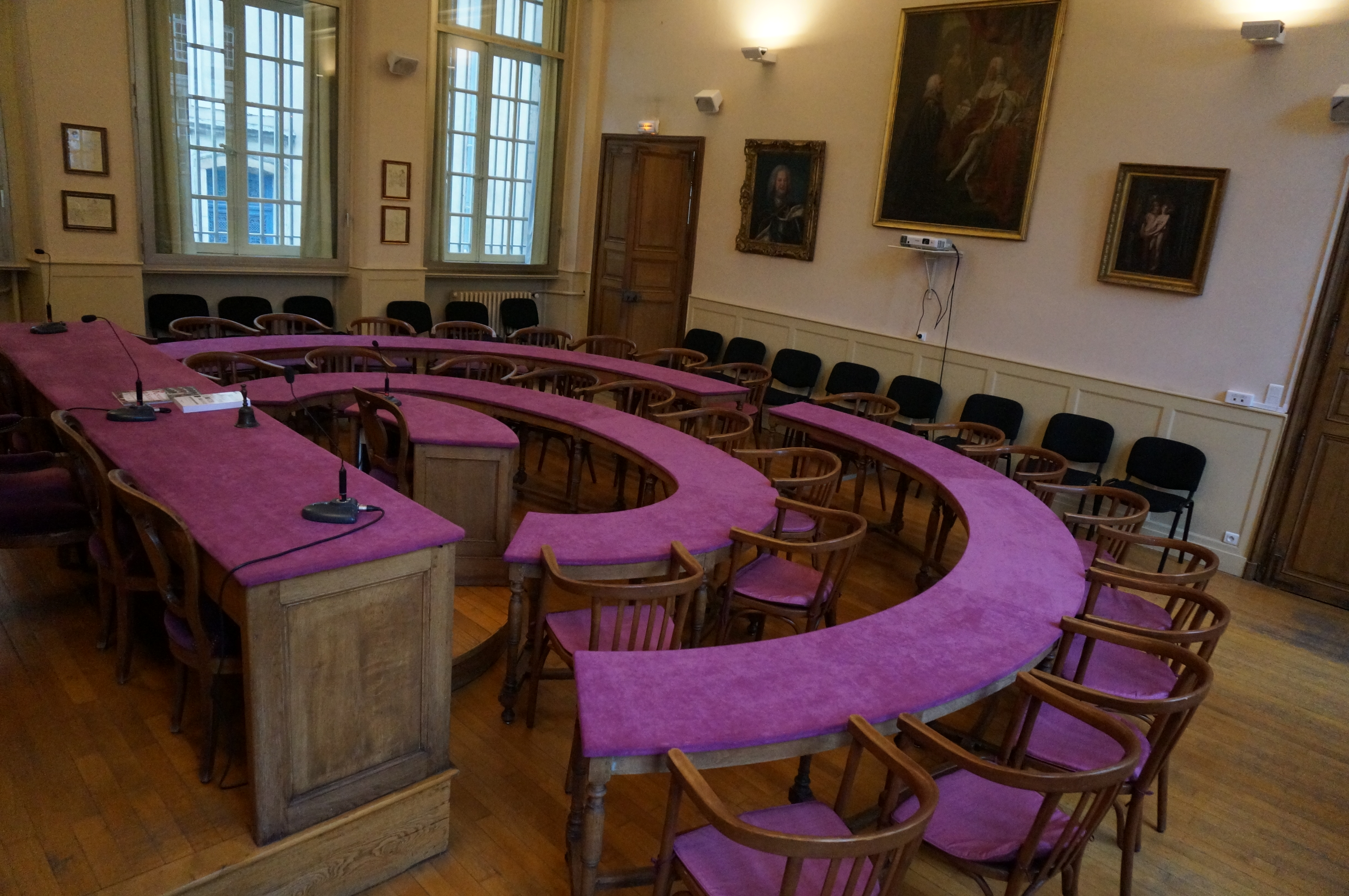
Sitzungssaal der Stanislas-Akademie, in die Marion Créhange 2003 aufgenommen wird.

Sie wurde 1976 zur Professorin ernannt und war auch an der Gründung der Lehr- und Forschungseinheit für Mathematik und Informatik an der Universität Nancy-I beteiligt.
Danach wechselte sie zum Centre de recherche en informatique de Nancy (CRIN, heute Laboratoire lorrain de recherche en informatique et ses applications, Loria), wo sie sich auf Informationssysteme spezialisierte. Ihre Forschungen konzentrierten sich zunächst auf die im Entstehen begriffenen Programmiersprachen. Doch schon bald wandte sie sich der Abfrage und Verwaltung komplexer Informationsmengen und der Mensch-Maschine-Schnittstelle zu, die bei dieser Abfrage zum Einsatz kommt.
1983 gründete sie das Forschungsteam Expert pour la recherche d'images (Exprim). 1990 war sie Direktorin der Abteilung für Computerwissenschaften am IUT Nancy und leitete gleichzeitig das Exprim-Team für die Arbeit an der Interaktivität beim Abrufen von Multimediadaten.
Im Jahr 1997 wurde sie emeritierte Professorin der Universität Lothringen, Labor Loria.
Am 21. November 2003 wurde sie assoziiertes Mitglied der Académie de Stanislas und am 3. Februar 2017 volles Mitglied.
Der Nachlass von Marion Créhange wird Ende 2019 im Henri-Poincaré-Archiv der Universität Lothringen hinterlegt.

## Privatleben
1960 heiratete sie Bernard Créhange, einen Ingenieur mit einem Abschluss der École nationale supérieure d’électricité et de mécanique de Nancy (Ensem). Sie haben zwei Kinder.
Marion Créhange spielte Cello. Sie war Mitglied im  Beratungsausschuss der Association lorraine de musique de chambre (ALMC). Sie war auch ein aktives Mitglied des Vereins der Freunde des Musée des Beaux-Arts de Nancy.

## Auszeichnungen
- Ritter des Ordre des Palmes Académiques

## Veröffentlichungen

### Fachartikel
- Marion Créhange und Lucie Fossier, Un essai de traitement sur ordinateur des documents diplomatiques du Moyen Âge, Annales. Économies, sociétés, civilisations, Vol. 25, Nr. 1,  1970, S. 249–284.
- Marion Créhange, Par et pour la recherche d'images : EXPRIM, Le médiéviste et l'ordinateur, Nr. 19,  Frühling 1988, S. 15–21.
- Gilles Halin, Noureddine Mouaddib, Odile Foucaut und Marion Créhange, Semantics of user interface for image retrieval : Possibility theory and learning techniques applied on two prototypes, in RIAO '88 Conference with Presentation of Prototypes and Operational Demonstrations, User-Oriented Content-Based Text and Image Handling, Vol. 2 (MIT, 21.–24. März 1988), Paris, Centre de hautes études internationales d'informatique documentaire, 1988, ISBN 2-905450-01-0, S. 676–688.
- Gilles Halin, Marion Créhange und Pierre Kerekes, Machine Learning and Vectorial Matching for an Image Retrieval Model : EXPRIM and the System RIVAGE, in Jean-Luc Vidick (dir.), SIGIR '90: Proceedings of the 13th International Conference on Research and Development in Information Retrieval (Brüssel, 5.–7. September 1990), New York, ACM, 1989, ISBN 0-89791-408-2, S. 99–114.
- Marion Créhange und Gilles Halin, Machine Learning Techniques for Progressive Retrieval in an Image Database, in Theo Härder (dir.), Datenbanksysteme in Büro, Technik und Wissenschaft (Kolloquium GI/SI, Zürich, 1.–3. März 1989), Springer, Informatik-Fachberichte Nr. 204, ISBN 3-540-50894-5 und 0-387-50894-5, S. 314–322.
- Marion Créhange, La recherche interactive d'images, son apport à la recherche de textes : Ouverture vers l'hypertexte, Le médiéviste et l'ordinateur, Vol. 1, Nr. 1,  1990, S. 155–165.
- Amos Abayomi David, Odile Thiery und Marion Créhange, An Intelligent Image-Based Computer-Aided Education System : The Prototype BIRDS, International Journal of Pattern Recognition and Artificial Intelligence, Vol. 4, Nr. 3,  1990, S. 305–314.
- Malika Smaïl und Marion Créhange, Case-Based Reasoning Meets Information Retrieval, dans RIAO '94: Intelligent Multimedia Information Retrieval Systems and Management, Vol. 1, Oktober 1994, S. 172–184.

### Über die Geschichte der Informatik in Nancy
- Marion Créhange und Marie-Christine Haton, Cinquante ans d'informatique universitaire à Nancy, Le Pays lorrain, Vol. 88, Nr. 3,  2007, S. 167–172, und Nr. 4, S. 253–258.